# Republica Sovietică Socialistă Estonă
Republica Sovietică Socialistă Estonă, pe scurt: RSS Estonă (în estonă: Eesti Nõukogude Sotsialistlik Vabariik, pe scurt: Eesti NSV) este numele dat la 21 iulie 1940, statului satelit creat în timpul celui de-al doilea război mondial pe teritoriul Republicii Estonia, înainte independentă, după ocuparea țărilor baltice de către armata sovietică la 17 iunie 1940. RSS Estonă a fost anexată oficial de Uniunea Sovietică (URSS)la 6 august 1940, când a devenit cea de-a șaisprezecea republică sovietică.
Statele Unite, Regatul Unit, Republica Federală Germania, și alte puteri occidentale au considerat anexarea Estoniei ilegală. Ei au păstrat relațiile diplomatice cu Republica Estonia independentă, nu au recunoscut niciodată existența de jure a RSS Estone, și nu au recunoscut Estonia ca o parte constituentă a Uniunii Sovietice.
Conducerea RSS Estone au redenumit statul Republica Estonia la 8 mai, 1990. Toate legăturile de suzeranitate cu Uniunea Sovietică au fost retezate la 20 august 1991, când Estonia și-a declarat oficial independența, și a fost recunoscută pe plan internațional în următoarele săptămâni.
În afară de pierderile materiale și umane suferite de pe urma războiului, mii de civili au fost omorâți, și alte zeci de mii deportați de autoritățile sovietice până la moartea lui Iosif Stalin în 1953. Stăpânirea sovietică a încetinit considerabil creșterea economică a țării, ducând la o discrepanță economică față de țările democratice vecine (e.g., Finlanda, Suedia). Totuși, față de alte zone ale URSS, economia sa a fost superioară, iar astăzi Estonia este cea mai dezvoltată din acest punct de vedere dintre toate fostele republici sovietice.